# Groupe Legendre
Pour les articles homonymes, voir Legendre.
 (février 2020).
Le Groupe Legendre est une entreprise familiale, créé en 1946, présente en France et à l'étranger au travers de 4 activités principales : la construction, l’immobilier, les énergies & services et l'exploitation . En 2024, le chiffre d’affaires du Groupe Legendre s’élève à 1 milliard d’euros. La société est implantée dans 5 pays (France, Royaume-Uni, Jersey, Portugal et Suisse) et emploie près de 2400 salariés. Le siège social du Groupe Legendre se situe à Saint-Jacques-de-la-Lande, près de Rennes (Ille-et-Vilaine).

## Histoire
Jean-Baptiste Legendre (1921-2019) fonde en 1946 à Amanlis, près de Rennes (Ille-et-Vilaine), une entreprise artisanale spécialisée en travaux d’amélioration de l'habitat et de maçonnerie.
En 2003 Vincent Legendre, le fils de Jean-Paul Legendre devient conducteur de travaux. Il a occupé ce poste pendant deux ans avant de devenir Directeur de Travaux Ouest, puis Directeur du Pôle Bâtiment Ouest en 2008. En 2015, il succède à son père qui part en retraite,.
En 2007, Le Groupe Legendre se lance dans les énergies renouvelables avec la création de sa filiale Legendre Energie (Armorgreen et Ener24), puis en 2010, il rachète une société de construction métallique, OMS.
Le groupe fait l’acquisition du Château des Pères en 2011. Situé à Piré-Chancé, à 25 minutes de Rennes (Ille-et-Vilaine), ce domaine de 31 hectares est un lieu d’Histoire datant de 1722 qui se développe autour de projets liant l’art, l’artisanat, la gastronomie et la culture.
Le Groupe Legendre se lance également dans le métier de l’hôtellerie avec la création de l’entité Suitcase Hospitality. Cette entité est spécialisée dans le montage, le développement, l’ingénierie financière et l’exploitation d’hôtels et de résidences de tourisme.
En 2015, le Groupe Legendre compte 1500 salariés pour un chiffre d’affaires de 440 millions d’euros. La société poursuit sa diversification en intégrant le métier de l’exploitation et ouvre sa première résidence services pour étudiants et jeunes actifs.
En 2018, le Groupe Legendre acquiert la société GSB,, à côté de Chambéry. Cette même année, il ouvre une agence sur l’Île Anglo-Normande de Jersey et débute la réalisation d’un complexe immobilier sur le port de Saint-Hélier,. À travers sa filiale exploitation, le Groupe Legendre développe également un réseau de location de bureaux partagés (coworking) appelé Whoorks et ouvre son premier établissement à Bordeaux.
En 2019, le Groupe Legendre inaugure la Glaz Arena, une salle multi-activité de 4500 places située à Cesson-Sévigné (Ille-et-Vilaine). Exploitée par sa filiale exploitation, elle a entièrement été financée et construite par le Groupe Legendre. Le développement international se poursuit avec la création d’une succursale à Lisbonne au Portugal. À la fin de cette même année, le Groupe Legendre remporte l’appel d’offres portant sur la réalisation du Village des Athlètes sur l’Île-Saint-Denis, dans le cadre des Jeux Olympiques de 2024.
Il emploie alors 2000 salariés pour un chiffre d’affaires de 750 millions d’euros.
En 2022, le Groupe Legendre lance son Team d'athlètes composé de 6 sportifs professionnels qui ambitionnent de se qualifier et de performer lors de l’événement sportif planétaire qui animera la capitale française en 2024.
Le Groupe Legendre continue son développement sur le territoire français en ouvrant une nouvelle agence à Aix-en-Provence dans la métropole d'Aix-Marseille. Le Groupe Legendre poursuite également sa croissance internationale en ouvrant sa première agence en Suisse. Le Groupe compte 2300 collaborateurs pour 930 millions d'euros de chiffre d'affaires.